# ثابت اویلر–ماسکرونی

مساحت ناحیهٔ آبی رنگ به ثابت اولر-ماسکرونی همگرا است.

ثابت اویلر-ماسکرونی (با نام ثابت اویلر نیز شناخته می‌شود) یک ثابت ریاضی است که در آنالیز و نظریه اعداد بررسی می‌شود، این ثابت معمولاً با حرف یونانی گامای کوچک(γ) نشان داده می‌شود.
این ثابت به صورت حد تفاضل بین سری هارمونیک و لگاریتم طبیعی تعریف می‌شود:
{\displaystyle {\begin{aligned}\gamma &=\lim _{n\to \infty }\left(-\ln n+\sum _{k=1}^{n}{\frac {1}{k}}\right)\\[5px]&=\int _{1}^{\infty }\left(-{\frac {1}{x}}+{\frac {1}{\lfloor x\rfloor }}\right)\,dx.\end{aligned}}}
در اینجا، {\displaystyle \lfloor x\rfloor } تابع جزء صحیح را نشان می‌دهد.
مقدار عددی ثابت اویلر-ماسکرونی، تا ۵۰ رقم اعشار برابر است با:
۰٫۵۷۷۲۱۵۶۶۴۹۰۱۵۳۲۸۶۰۶۰۶۵۱۲۰۹۰۰۸۲۴۰۲۴۳۱۰۴۲۱۵۹۳۳۵۹۳۹۹۲… (دنباله A001620 در OEIS)

## تاریخچه
لئونارد اویلر، ریاضیدان سوئیسی در مقاله ای با عنوان De Progressionibus harmonicis observationes (نمایهٔ Eneström 43) در سال ۱۷۳۴ اولین بار از این ثابت استفاده کرد. اویلر از علامت C و O برای این ثابت استفاده کرد. در سال ۱۷۹۰ ریاضیدان ایتالیایی، لورنزو ماسکرونی از نمادهای A و a برای آن استفاده کرد. علامت γ در هیچ‌یک از نوشته‌های اویلر و ماسکرونی دیده نمی‌شود و شاید بعداً به دلیل ارتباط آن با تابع گاما انتخاب شده باشد (Lagarias 2013). مثلاً، ریاضیدان آلمانی کارل آنتون برسشنایدر از علامت γ در سال ۱۸۳۵ استفاده کرد(Bretschneider 1837) و آگوستوس دمورگان از این علامت در یک کتاب درسی استفاده کرده‌است. (De Morgan & 1836–1842)

## ویژگی‌ها
تا به حال جبری یا متعالی بودن عدد γ مشخص نشده‌است. در واقع، حتی گنگ بودن یا نبودن γ نیز معلوم نیست. پاپانیکولائو در سال ۱۹۹۷ با استفاده از تجزیه و تحلیل کسر مسلسل، نشان داد که اگر γ گنگ باشد، مخرج کسر غیرقابل قسم آن باید بیشتر از عدد 10244663 باشد.

### ارتباط با تابع گاما
γ به تابع دایگاما Ψ، و مشتق تابع گاما Γ مربوط است، مقدار هر دو تابع در نقطهٔ یک برابر است پس:
{\displaystyle -\gamma =\Gamma '(1)=\Psi (1).}
که این برابر با حد زیر است:
{\displaystyle {\begin{aligned}-\gamma &=\lim _{z\to 0}\left(\Gamma (z)-{\frac {1}{z}}\right)\\&=\lim _{z\to 0}\left(\Psi (z)+{\frac {1}{z}}\right).\end{aligned}}}
نتایج حدی بیشتر (Krämer 2005):
{\displaystyle {\begin{aligned}\lim _{z\to 0}{\frac {1}{z}}\left({\frac {1}{\Gamma (1+z)}}-{\frac {1}{\Gamma (1-z)}}\right)&=2\gamma \\\lim _{z\to 0}{\frac {1}{z}}\left({\frac {1}{\Psi (1-z)}}-{\frac {1}{\Psi (1+z)}}\right)&={\frac {\pi ^{2}}{3\gamma ^{2}}}.\end{aligned}}}
حد مربوط به تابع بتا است (که بر حسب توابع گاما بیان شده‌است)
{\displaystyle {\begin{aligned}\gamma &=\lim _{n\to \infty }\left({\frac {\Gamma \left({\frac {1}{n}}\right)\Gamma (n+1)\,n^{1+{\frac {1}{n}}}}{\Gamma \left(2+n+{\frac {1}{n}}\right)}}-{\frac {n^{2}}{n+1}}\right)\\&=\lim \limits _{m\to \infty }\sum _{k=1}^{m}{m \choose k}{\frac {(-1)^{k}}{k}}\ln {\big (}\Gamma (k+1){\big )}.\end{aligned}}}

### کسر مسلسل
بسط کسر مسلسل γ به شکل روبه رو است [0; 1, 1, 2, 1, 2, 1, 4, 3, 13, 5, 1, 1, 8, 1, 2, 4, 1, 1, 40, ...] [0; 1, 1, 2, 1, 2, 1, 4, 3, 13, 5, 1, 1, 8, 1, 2, 4, 1, 1, 40, …] [0; 1, 1, 2, 1, 2, 1, 4, 3, 13, 5, 1, 1, 8, 1, 2, 4, 1, 1, 40, ...] [0; 1, 1, 2, 1, 2, 1, 4, 3, 13, 5, 1, 1, 8, 1, 2, 4, 1, 1, 40, ...] OEIS: A002852، که الگوی آشکاری ندارد. ۴۷۵٬۰۰۶ مورد از اعداد الگوی بالا پیدا شده‌اند، و تعدادشان بی‌نهایت است اگر و تنها اگر γ گنگ باشد.

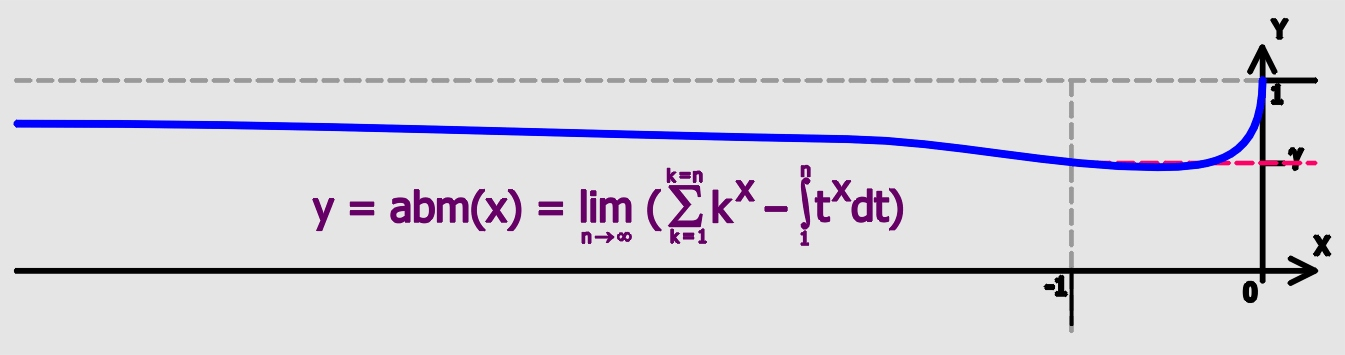